# Nazionale femminile under 20 di calcio della Corea del Nord
La nazionale Under-20 di calcio femminile della Corea del Nord è la rappresentativa calcistica femminile internazionale della Corea del Nord formata da giocatrici al di sotto dei 20 anni, gestita dalla Federazione calcistica della Corea del Nord (in Chosŏn'gŭl: 조선 민주주의 인민 공화국 축구 협회; in Hanja: 朝鲜民主主义人民共和国 蹴 球 协会; in inglese: DPR Korea Football Association, acronimo KFA).
Come membro dell'Asian Football Confederation (AFC) partecipa al Campionato mondiale FIFA Under-20.

## Partecipazioni alle competizioni internazionali

### Campionato mondiale Under-20
- 2002: Non qualificata
- 2004: Non qualificata
- 2006: Campione
- 2008: Secondo posto
- 2010: Quarti di finale
- 2012: Quarti di finale
- 2014: Quarto posto
- 2016: Campione
- 2018: Quarti di finale
- 2022: Non qualificata
- 2024: Campione

## Tutte le rose

### Mondiale under 20
Campionato mondiale femminile under 20 FIFA 20061 Jon M.H., 2 Jo Y.M., 3 Ri U.S., 4 O K.H., 5 Kim H.S., 6 Kim C.H., 7 Kim S.H., 8 Min J.R., 9 Ri S.S., 10 Jong P.H., 11 Ra U.S., 12 Ri J.S., 13 Kim O.S., 14 Ri J.H., 15 Kil S.H., 16 Hong M.G., 17 Ri U.H., 18 Jong R.H., 19 Ri J.O., 20 Kim K.H., 21 Kim H.M., CT: Choe K.S.
Campionato mondiale femminile under 20 FIFA 20161 Kim M.S., 2 Sung H.S., 3 U S.G., 4 Chae K.M., 5 Choe S.G., 6 Wi J.S., 7 Ri K.H., 8 Choe U.H., 9 Ri H.S., 10 Ri U.S., 11 Kim P.H., 12 Jon S.Y., 13 Son O.J., 14 Kim J.S., 15 An S.O., 16 Ri U.Y., 17 Kim U.H., 18 Rim Y.H., 19 Ju H.S., 20 Kim S.H., 21 Ok K.J., CT: Hwang Y.B.